# Wrok
Wrok is een emotie, soms sterk en hevig, die om een of meer specifieke redenen jegens een of meer individuen wordt gevoeld. Ze wordt veroorzaakt door een verlangen naar wraak en treedt op wanneer een negatieve emotie zoals jaloezie, verdriet, woede en angst wordt gevoeld. 
Wrok komt ook voor wanneer een individu niet toelaat wat hem is aangedaan. Dit kan emotioneel of fysiek lijden zijn. Wrok kan gepaard gaan met bepaalde gezondheidsproblemen, zoals angst, een laag zelfbeeld en nervositeit. Het kan een psychologische impact hebben, afhankelijk van de intensiteit, en kan vaak leiden tot persoonlijkheidsstoornissen zoals klinische depressie of paranoia. Wrok kan ook slechte sociale relaties voeden.

## Geschiedenis
Volgens Michael Price' boek Revenge and the people who seek it zijn er historisch gezien twee scholen voor wraak: die van het Oude Testament, in Exodus 21:23, waarin staat dat "Als er iets ergs gebeurt, geef je leven voor leven, oog voor oog, tand voor tand, hand voor hand, voet voor voet" om elke overtreding te bestraffen, maar ook die van Martin Luther King Jr. voor wie bijvoorbeeld "de eeuwenoude wet van vergelding 'oog om oog…' maakt iedereen blind".

## In de Bijbel
Wrok wordt in de Bijbel veroordeeld; het wordt met name in twaalf verzen genoemd:
In het boek Ecclesiasticus:
- In hoofdstuk 10, vers 6:

"Koester geen wrok tegen uw naaste, wat hun fouten ook zijn, en doe niets in een beweging van geweld."
- In hoofdstuk 27, vers 30:

"Wrok en woede, dit zijn afschuwelijke dingen waarin de zondaar een meester is."
- In hoofdstuk 28 :

Vers 5: "Hij die een arme sterveling is, koestert wrok; wie zal hem zijn zonden vergeven?"
Vers 7: "Denk aan de geboden en koester geen wrok tegen je naaste, denk aan het Verbond van de Allerhoogste en wees mild voor degenen die het niet weten."
- In hoofdstuk 40, vers 55: "is er alleen maar woede, jaloezie, problemen, onrust, angst voor de dood, wrok en onenigheid. En als u op bed ligt, verstoort de nachtrust uw ideeën"

In het Nieuwe Testament, in de eerste brief van Paulus aan de Korintiërs, hoofdstuk 13, vers 5:
- "Het (de liefde) doet niets ongepasts; hij let niet op zijn eigen belangen; hij verliest zijn geduld niet; hij koestert geen wrok."